# Radioizvori u svemiru
Radioizvori u svemiru su nebeska tijela koja emitiraju radiovalove. Mnoga nebeska tijela su nevidljiva s optičkom svjetlošću, ali zato emitiraju |zračenje u području radiovalova. Najznačajniji izvori radio valova koji se promatraju su:
- Sunce;
- Zviježđe Strijelac A, koji je i galaktički centar Mliječne staze;
- Aktivne galaktičke jezgre i pulsari, koji imaju električki nabijene čestice koje emitiraju sinkrotronsko zračenje;
- Jata galaksija u spajanju, koje emitiraju difuzne radio emisije;
- Ostatke supernova koje isto pokazuju difuzne radio emisije;
- Kozmičko mikrovalno pozadinsko zračenje, a to je radio emisija crnog tijela;
- Jupiter;
- Maglice ili nebule.

## Objašnjenje
Najjači su radioizvori Sunce i Jupiter, zatim bljeskovite zvijezde, nove, ostatci supernovâ, pulsari, svijetle maglice i neioniziran, hladan vodik, zatim središta aktivnih galaktika, radiogalaktike i kvazari. Radiospektar je pretežito neprekinut, kao sinkrotronsko zračenje, toplinsko zračenje, zakočno zračenje, zračenje kozmičkih masera i kozmičko mikrovalno pozadinsko zračenje. Postoji i zračenje cijeloga područja neba koje potječe od sinkrotronskoga zračenja kozmičkih zraka. Prošireni izvor radiovalova čini međuzvjezdana tvar. Oblaci neioniziranoga, hladnog vodika zrače spektralnu liniju valne duljine 21,1 centimetar, dok molekule zrače molekularne vrpce, po kojima se prepoznaju. Među njima se nalaze veće molekule kao formaldehid i različiti alkoholi. S pomoću spektralnih linija molekularnog vodika i drugih molekula, primjerice ugljikova monoksida, izrađena je karta spiralne strukture naše galaktike. 
Prvi radioizvori bili su imenovani po zviježđu, na primjer Labud A (lat. Cygnus A), Centaur A (lat. Centaurus A), Kasiopeja A (lat. Cassiopeia A), a poslije oznakom kataloga i rednim brojem u njemu (na primjer 3C 273, to jest Treći cambridgski katalog, redni br. 273), te vrstom nebeskog tijela (na primjer PSR 1257+12, to jest pulsar s koordinatama, rektascenzijom 12 h 57 min i deklinacijom +12°).

## Rani radio teleskopi
Prvu radio antenu, koja je mogla pronaći svemirske radio izvore, je napravio Karl Guthe Jansky, inženjer u Bell Labs, 1931. Jansky je ustvari dobio zadatak da pronađe izvore buke, koji bi mogli ometati usluge radio telefona. To je bila mreža dipola i reflektora, koja je mogla primiti kratkovalne radio valove od 20,5 MHz. Bila je ugrađena na okretnom stolu, s promjerom oko 30 metara i visinom 6 metara. Nakon što je snimao signale par mjeseci, iz svih smjerova, svrstao je smetnje u 3 grupe: bliske munje, daleke munje i nerazgovjetni neprekidni piskavi signali nepoznatog porijekla, koji su se ponavljali svakih 23 sata i 56 minuta. Kako je to vrijeme zvjezdanog dana, Jansky je zaključio da nepoznati signali dolaze negdje iz nebeske sfere. Na kraju je pronašao radio izvor u središtu Mliječne staze, a to je zviježđe Strijelac.
Radio amater, Grote Reber, je jedan od pionira radio astronomije, i poznat je po tome, što je prvi napravio "tanjurasti" radio teleskop, promjera 9 metara, u dvorištu svoje kuće u Illinoisu, 1937. Počeo je raditi na većim frekvencijama od Janskog. Razvoj radara u Drugom svjetskom ratu je pomogao kasnijem snažnom razvoju radio astronomije.